# Zhongbaxiang (ort i Kina, Hubei Sheng, lat 31,99, long 110,23)
Zhongbaxiang (kinesiska: 中坝乡) är en ort i Kina. Den ligger i provinsen Hubei, i den centrala delen av landet, omkring 420 kilometer väster om provinshuvudstaden Wuhan. Antalet invånare är 7 130. Befolkningen består av 3 318 kvinnor och 3 812 män. Barn under 15 år utgör 15,0 %, vuxna 15-64 år 71 %, och äldre över 65 år 13,0 %.
Runt Zhongbaxiang är det ganska tätbefolkat, med 86 invånare per kvadratkilometer. Närmaste större samhälle är Guandu, 14,2 km väster om Zhongbaxiang. I omgivningarna runt Zhongbaxiang växer i huvudsak blandskog.
Genomsnittlig årsnederbörd är 1 180 millimeter. Den regnigaste månaden är september, med i genomsnitt 207 mm nederbörd, och den torraste är december, med 12 mm nederbörd.